# المعقيد (المحويت)

تعديل مصدري - تعديل

المعقيد هي إحدى قرى عزلة الأحجول بمديرية المحويت التابعة لمحافظة المحويت، بلغ تعداد سكانها 422 نسمة حسب تعداد اليمن لعام 2004.